# Prairies inondables sahariennes
Localisation
Les prairies inondables sahariennes forment une écorégion terrestre définie par le Fonds mondial pour la nature (WWF), qui appartient au biome des prairies et savanes inondables de l'écozone afrotropicale. Elle se situe  dans la vaste plaine d'inondation entourant le marais du Sudd et formée par les débordements du Nil Blanc durant la saison des pluies.